# چاکی (مجموعه تلویزیونی)
چاکی (به انگلیسی: Chucky) یک سریال آمریکایی ترسناک کمدی و اسلشر است. در این مجموعه بازیگرانی همچون زکری آرتور، تئو بریونز، آلیویا آلین لیند و براد دوریف نقش آفرینی کردند.
در سپتامبر ۲۰۲۴، دن مانچینی اعلام کرد که برنامه آیی برای ساخت فصل چهارم این سریال ندارد.

## خلاصه
داستان این سریال از جایی آغاز می‌شود که یک عروسک مو قرمز در حیاط خانه ای در مرکز شهر به عنوان کالایی برای فروش گذاشته می‌شود.از آن پس شاهد قتل‌های زنجیره ای در شهر هستند قتل‌هایی که هیچ سرنخ قابل توجیه پشت آنها نیست. حال به دنبال قاتل همه شهر به هم ریخته‌است...

## بازیگران

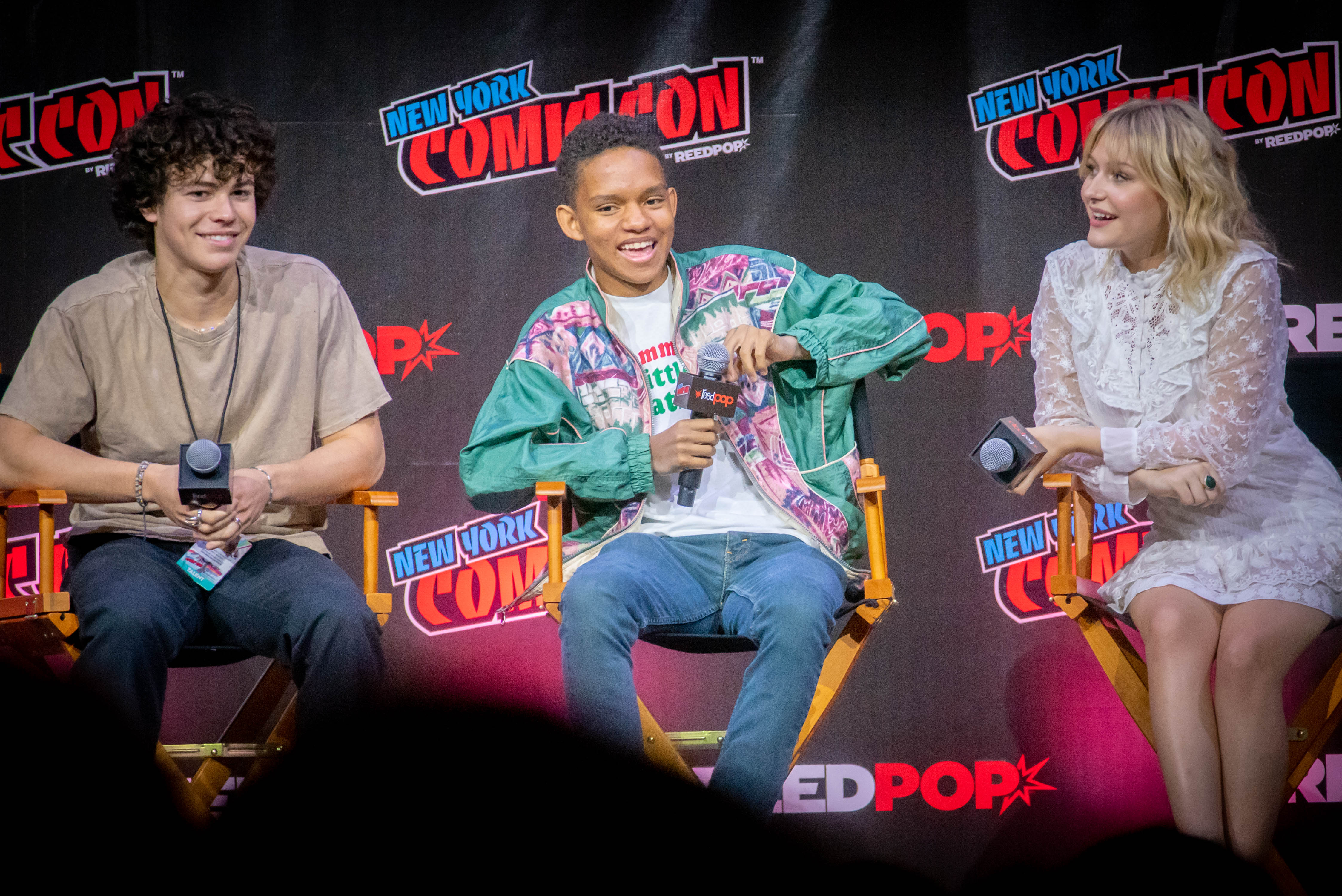

### فصل اول
| بازیگران فصل اول  | بازیگران فصل اول | بازیگران فصل اول |
| نام               | نقش              |                  |
| ----------------- | ---------------- | ---------------- |
| زکری آرتور        | جیک ویلر         |                  |
| بیورگوین آرنارسون | دون ایوانز       |                  |
| آلیویا آلین لیند  | لکسی کراس        |                  |
| براد دوریف        | چاکی             |                  |
| جنیفر تیلی        | تیفانی ولنتاین   |                  |
| دوون ساوا         | لوکاس ویلر       |                  |
| دوون ساوا         | لوگان ویلر       |                  |
| فیونا دوریف       | نیکا پیرس        |                  |
| باربارا آلین وودز | میشل کراس        |                  |
| مایکل تریو        | ناتان کراس       |                  |
| رزماری دانسمور    | آماندا میکستر    |                  |
| آلکس وینسنت       | اندی بارکلی      |                  |
| کریستین الیز      | کایل بارکلی      |                  |
| تئو بریونز        | جونیور ویلر      |                  |
| لکسا دویگ         | بری ویلر         |                  |
| آنی ام بریگز      | ریچل فرچایلد     |                  |
| کارینا بتریک      | کارولین کراس     |                  |
| راشل کاسیوس       | کیم ایوانز       |                  |

### فصل دوم
| بازیگران فصل دوم  | بازیگران فصل دوم | بازیگران فصل دوم |
| نام               | نقش              |                  |
| ----------------- | ---------------- | ---------------- |
| زکری آرتور        | جیک ویلر         |                  |
| بیورگوین آرنارسون | دون ایوانز       |                  |
| آلیویا آلین لیند  | لکسی کراس        |                  |
| براد دوریف        | چاکی             |                  |
| جنیفر تیلی        | تیفانی ولنتاین   |                  |
| دوون ساوا         | پدر برایس        |                  |
| فیونا دوریف       | نیکا پیرس        |                  |
| باربارا آلین وودز | میشل کراس        |                  |
| رزماری دانسمور    | آماندا میکستر    |                  |
| آلکس وینسنت       | اندی بارکلی      |                  |
| کریستین الیز      | کایل بارکلی      |                  |
| آنی ام بریگز      | ریچل فرچایلد     |                  |
| لاچلان واتسون     | گلن              |                  |
| لاچلان واتسون     | گلندا            |                  |
| لارا جین کوراستکی | خواهر روث        |                  |
| اندریا کارتر      | خواهر کاترین     |                  |
| کارینا بتریک      | کارولین کراس     |                  |
| بلا هیگینبوهام    | نادین            |                  |
| لیو مورگان        | در نقش خودش      |                  |
| جینا گرشان        | در نقش خودش      |                  |
| جو پانتولیانو     | در نقش خودش      |                  |
| مگ تیلی           | در نقش خودش      |                  |

### فصل سوم
| بازیگران فصل سوم  | بازیگران فصل سوم | بازیگران فصل سوم |
| نام               | نقش              |                  |
| ----------------- | ---------------- | ---------------- |
| زکری آرتور        | جیک ویلر         |                  |
| بیورگوین آرنارسون | دون ایوانز       |                  |
| آلیویا آلین لیند  | لکسی کراس        |                  |
| براد دوریف        | چاکی             |                  |
| جنیفر تیلی        | تیفانی ولنتاین   |                  |
| دوون ساوا         | جمیز کالینز      |                  |
| فیونا دوریف       | نیکا پیرس        |                  |
| مایکل تریو        | اسپنسر           |                  |
| لارا جین کوراستکی | شارلوت کالینز    |                  |
| آلکس وینسنت       | اندی بارکلی      |                  |
| آنی ام بریگز      | ریچل فرچایلد     |                  |
| گیل بیلاز         | وارن پرایس       |                  |
| کالوم وینسون      | هنری کالینز      |                  |
| جکسون کلی         | گرانت کالینز     |                  |
| کارینا بتریک      | کارولین کراس     |                  |
| عایشه گونسالوس    | ملانی اشپیگل     |                  |
| نیا واردالوس      | اولین الیوت      |                  |
| سارا شرمن         | آنی گیلپین       |                  |